# Vanadi(III) iodide
Vanadi(III) iodide là một hợp chất vô cơ có công thức hóa học VI3. Chất rắn thuận từ này được tạo ra bởi phản ứng của bột vanadi với iod (khoảng 500 °C (932 °F; 773 K)). Các tinh thể hút ẩm màu đen hòa tan trong nước tạo ra dung dịch màu xanh lá cây của VI3·6H2O, đặc trưng của ion V(III).

## Điều chế
Việc tinh chế kim loại vanadi bằng phản ứng cân bằng hóa học liên quan đến sự hình thành phản ứng thuận nghịch của vanadi(III) với sự có mặt của iod và sự phân hủy tiếp theo của nó để tạo ra kim loại nguyên chất:
2V + 3I2 ⇌ 2VI3

## Cấu trúc
VI3 kết tinh trong mô-típ được thông qua bởi bismuth(III) iodide: các iodide được bao quanh gần nhất với hình lục giác và các trung tâm vanadi chiếm một phần ba các lỗ bát diện.
Khi các mẫu rắn được nung nóng, khí chứa VI4, có lẽ là thành phần hợp chất vanadi dễ bay hơi trong phương pháp cân bằng hơi. Sự phân hủy nhiệt của triodide để lại lượng nhỏ vanadi(II) iodide:
2VI3 → VI2 + VI4 H = 36,6 kcal/mol; ΔS = 38,7 eu

## Hợp chất khác
VI3 còn tạo một số hợp chất với CO(NH2)2, như VI3·6CO(NH2)2 là tinh thể màu lục lam, tan ít trong nước. Khi tan trong nước, nó tạo ra dung dịch màu nâu.